# Земский собор 1580 года
Земский собор 1580 года — земский собор (совещание) в Москве 1580 года высшего духовенства, собранный «повелением» царя Ивана IV. 
На соборе присутствовали духовные лица и думные чины. Приглашённых созывали по сану —  непременных участников каждого Земского собора, а не по праву избрания.

## Земский собор
В нём приняли участие Иван IV, его сын Иван Иванович, митрополит Антоний, бояре и «весь царский синклит». Решения собора были сформулированы в грамоте, дошедшей до нас в подлиннике. В конце грамоты указано, что она «утверждена» 15 января 7088 (1580) года На обороте — 44 подписи бывших на соборе духовных лиц. К грамоте были привешены тринадцать печатей.
Документ представляет собой «соборное уложение» «освященного собора» и «царского синклита» по вопросам, в одинаковой мере касающимся интересов и государственных, и церковных.
Грамота начинается с подробного изложения внешнеполитического положения России, испытывающей угрозу «от Турского, и от Крымского, и от Нагай и от Литовского короля, с ним же совокупившеся Польша, Угры, Немцы Лифляндския и другия Свейския…»
Далее в грамоте речь идет о тяжелом внутреннем положении России, о разорении служилых людей, которые не могут оказать должного сопротивления внешней опасности. Из-за «пьянственного и непотребного слабого жития» землевладельцев села, земляные угодья «в запустение приидоша». Постигает разорение и земли, захваченные монастырями незаконно, не по суду от мирян не запустошенными.
«…Воинственному чину от сего оскудение приходит велие», — к такому выводу пришел Земский собор 1580 года, характеризуя состояние, в котором оказалось Русское государство во второй половине XVI века.
Содержание приговора мотивируется стремлением добиться 2-х результатов:
- не вызвать недовольство церкви;
- улучшить материальное положение служилых людей и сделать их боеспособными.

Речь Грозного на земском соборе в адрес духовных феодалов описана в приподнято-патетическом тоне. Церковникам-тунеядцам Иван Грозный противопоставляет полезное для государства по своей деятельности служилое дворянство: «Да я часто был понуждаем вашими пороками заступаться и восстановлять права многих тысяч моего древнего и беднейшего дворянства, от предков которых перешла к вам большая часть доходов, которые, по справедливости, должны принадлежать им, потому что они жертвовали своею честью, жизнью и трудом за вашу безопасность и ваше обогащение…»
Постановление январского собора 1580 г. содержит несколько пунктов. Во-первых, был провозглашен принцип не отчуждаемости церковных и монастырских вотчин, во-вторых, «после сего уложения» были запрещены земельные вклады в монастыри. Духовные землевладельцы лишались также права покупать и брать в заклад недвижимое имущество. Земли, находившиеся в закладе, подлежали конфискации. В-третьих, особо было сказано о конфискации «княженецких вотчин», купленных или приобретённых духовными феодалами по вкладам, «а которые вотчины княженецкие даваны преж сего, и в тех волен бог да государь, как своих богомолцов пожалует».
Были ли призваны на «сейм» 1580 г. горожане — неизвестно. Судя по тому, что необходимость заключения мира мотивировалась упадком вотчинного хозяйства, можно думать, что основной костяк участников соборного совещания составляли землевладельцы. Но поскольку характеристика собора дана детьми боярскими, естественно, что они изложили те аргументы за прекращение войны, которые им как вотчинникам были наиболее близки. То, что в донесение Филона Кмиты попали именно их доводы, не дает еще основания говорить об отсутствии на соборе 1580 г. торговых людей.

## Историки о Земском соборе
Профессор В.О. Ключевский, производя анализ этого собора, состоявшего поголовно из высшей администрации и членов служилого и торгового класса, оставляет открытым вопрос, а были ли последние выборными или только призванные правительством.
Н.И. Костомаров почитал важным тогда не форму собора, не способ, каким он отправлялся, а только главную цель — потребность верховной власти говорить с народом, объявить ему свою волю, узнать от него общий взгляд на какое-нибудь важное событие. Достигалась ли эта цель собором или иным путём —  всё равно, лишь бы цель была достигнута. 